# Иосиф (аз-Зехлауи)
Жозеф аз-Зехлауи (араб. جوزيف زحلاوي‎, бывший митрополи́т Ио́сиф, англ. Metropolitan Joseph, род. 2 ноября 1950, Дамаск) — бывший архиерей Антиохийской православной церкви, предстоятель самоуправляемой Антиохийской Православной Архиепископии Северной Америки с титулом «архиепископ Нью-Йоркский, митрополит всей Северной Америки». Лишён сана и монашества Синодом Антиохийской православной церкви 14 марта 2024 года.

## Биография
Учился в Дамасских школах Иоанна Дамаскина и аль-Аллие в Дамаске, после чего поступил в Духовную семинарию при Баламандском монастыре в Ливане, которую окончил в 1974 году. Затем получил степень по философии в Ливанском университете в Бейруте получил степень магистра теологии (M.Th.) со специальными исследованиями в области музыки и языков в Университете Аристотеля в Салониках, Греция.
В ноябре 1976 года Патриарх Игнатий IV рукоположил его в сан диакона. Служил диаконом в Салониках.
В декабре 1980 году в Дамаске патриарх Антиохийский Игнатий IV рукоположил его в сан священника.
В качестве священника отец Иосиф служил настоятелем собора Святой Марии в Дамаске и благочинным Дамасского округа. С 1980 по 1983 год он занимал должность директора средней школы в Дамаске. Затем отправился за границу, чтобы служить в антиохийской православной церкви в Лондоне, Англия, с 1983 по 1986 год, а затем в антиохийской православной церкви на Кипре с 1986 по 1991 год.
8 мая 1991 года решением Священного Синода избран епископом Катанским, викарием Патриарха Антиохийского и всего Востока. 30 июня того же года в Успенском соборе Дамаска состоялась его архиерейская хиротония. Будучи патриаршим викарием, служил секретарем Священного Синода Антиохийской православной церкви и главным редактором бюллетеня Патриархии. Принял участие в ряде богословских конференций в Греции, США и Австралии. Заведовал штаб-квартирой Патриархии и православным училищем Аль-Ассие, где он также преподавал Закон Божий.
24 января 1995 года по просьбе митрополита Американского Филиппа (Салибы) Священный Синод назначил переведён викарием Американской архиепископии Антиохийского Патриархата. Прибыв в США, он был приписан к канцелярии Западного Побережья. В 2003 году принял американское гражданство
После того как архиепископии в 2003 году была дарован статус самоуправляемой церкви, 27 июля 2004 года епископ Иосиф был избран первым епископом Лос-Анджелесским в составе Американской архиепископии Антиохийского патриархата. Его настолование было совершено митрополитом Филиппом 12 сентября того же года в Никольском соборе Лос-Анджелеса. Вместе с тем, в его временное управление вошла также и Игл-Риверская епархия. В общей сложности под его управлением находилось более 60 приходов на обширном пространстве западной части Соединённых Штатов и Канады.
Организовал солидные и содержательные ежегодные духовные семинары, а также углубил духовно-просветительский опыт как духовенства, так и мирян на ежегодных конференциях приходской жизни. Он привлёк множество разнообразных православных авторов, лидеров и учителей, чтобы обогатить духовенство и мирян двух своих западных епархий. Трудился над углублением духовной жизни своего духовенства, поощряя частую исповедь, личную молитву, постоянное образование и повышенное чувство полноты православной традиции внутреннего и аскетического преображения во Христе.
В мае 2010 года удостоен степени доктора богословия (Doctor of Divinity) от Свято-Тихоновской духовной семинарии в Саут-Кейнане.
11 декабря 2011 года в Успенском храме Баламандского монастыря был возведён в достоинство архиепископа Патриархом Антиохийским Игнатием в честь его многолетнего архиерейского служения.
3 июля 2014 года решением Священного Синода Антиохийской Православной Церкви был избран архиепископом Нью-Йоркским, митрополитом всей Северной Америки, предстоятелем Американской архиепископии Антиохийского Патриархата.
17 сентября 2022 года подал в отставку, которая была принята в октябре 2022 года.
14 марта 2024 года Священный синод Антиохийской православной церкви, рассмотрев дело митрополита Иосифа, пришёл в выводу, что последний: предъявил неуместные претензии на владение имуществом архиепископии; потребовал значительную финансовую сумму от архиепископии через своих адвокатов; угрожал судебным иском и публичным конфликтом с Церковью; в конечном итоге подал иск против архиепархии в гражданский суд США. В итоге он был лишён сана и монашества.